# Szent Mihály erőd (Šibenik)
Szent Mihály erőd (horvátul: Tvrđava Sv. Mihovila, olaszul: Castel vecchio) egy középkori erőd Horvátországban, Šibenik város határában. A másik három erőddel (Szent János, Szent Miklós és a Barone) együtt a šibeniki erődítményrendszer része.

## Fekvése
Az erődítmény a város régi történelmi központja felett egy meredek dombon található. Stratégiailag kedvező és domináns helyzete a Šibenik erődítményrendszer központi részévé tette.

## Története
Az erőd helye a vaskor óta többé-kevésbé folyamatosan lakott volt, amiről a korszak számos régészeti lelete tanúskodik. Šibenik városát először 1066 karácsony napján említik IV. Krešimir Péter király által aláírt és udvaroncai által hitelesített oklevélben. Széles körben elterjedt vélemény, hogy az aláírás helyszíne már Szent Mihály erődje volt.
Szent Mihály erődjét Šibenik legrégebbi templomáról, a Szent Mihály templomról nevezték el, amely a falai között helyezkedett el. Az egyik elmélet azt tartja, hogy a templom a 8. század vége és a 9. század eleje között, Horvátország keresztény hitre térítésének első hulláma alatt épült. Az első forrás, amely a templomot megemlíti a „Vita beati Ioannis episcopi et confessoris Traguriensis” 12. – 13. századi hagiográfiai szövege. A velencei uralom alatt általában a „castel vecchio” névvel illették. A vár Madonnájának csodatevő képét, amelyet Šibenik polgárai nagy tiszteletben tartottak eredetileg a Szent Mihály templomban őrizték. 1663-ban a templom az erőd nagy részével együtt megsemmisült, amikor egy villámcsapás felrobbantotta az itteni puskapor raktárat. A felújítás során Szent Annának (a viharok védelmezőjének) a szobrát egy kis 16. századi templomba vitték, amely az erőd délkeleti falai alatt található. Ez a templom Szent Anna néven vált ismertté. A Szent Anna templom és környéke 1828-ban a városi temetővé vált. Ahogy teltek az évszázadok, és az erőd katonai létesítményként végleg megszűnt, Šibenik polgárai a templomról Szent Anna erődnek kezdték hívni.
Az erőd jelentősége nemcsak kedvező földrajzi helyzetében, hanem számos régészeti leletben is megmutatkozik, melyek a vaskortól a 20. századig terjednek. A történelem során az erődöt többször megsemmisítették és újjáépítették. Az erődítmény építésének nagy része a velencei uralom első éveire, a 15. század elejére tehető, de számos bővítés és átépítés történt a 16. közepén, a 17. elején és közepén, a 18. közepén, sőt a 19. elején is. A katonai építészetre jellemzően az erőd csak néhány stílusa alapján megkülönböztethető részt tartalmaz, például a főbejárati kapu fölötti gótikus ívet. Az erőd falait több címer díszíti, amelyek a város kormányzóihoz vagy az erőd castellánjaihoz tartoznak, akik építési munkákat végeztettek rajta. A vízhez való hozzáférést, amely a katonai élet egyik legfontosabb követelménye két, a mai napig megőrzött ciszterna segítségével tették lehetővé. Egyéb belső épületek, például laktanyák, raktárak és egyéb létesítmények nem maradtak meg.
Az erőd számos elemből áll: egy kastélyból, vagy fellegvárból, az északi és a déli faussebraye-ből, az alsó nyugati platformból (fegyverraktár), valamint a tenger felé ereszkedő kettős falakból, amelyek a katonák visszavonulását vagy védelmét szolgálták. A 11. század végén Šibeniket „castrum”nak nevezték. Ordelafo Faliero velencei dózse katonai akciójáról szóló 1116-os jelentés szerint a dózse elpusztította ezt a „bevehetetlen erődöt”. A késő középkorban Mihály arkangyal a Šibenik község meghatározó ikonográfiai szimbóluma lett. 1378-ban Vettore Pisani velencei tengernagy nem tudta bevenni az erődítményt, mégis sikerült elfoglalnia és felgyújtania a város többi részét és levéltárát. 1412-ben hároméves ostrom után, Šibenik városa a Velencei Köztársaság fennhatósága alá került, és alig kevesebb, mint négyszáz évig a része maradt. A békeszerződés értelmében az erődöt le kellett bontani, de alig egy-két év elteltével a polgárok már kérték az új hatalomtól felújításának finanszírozását. A kettős falakat (strada del soccorso) a velencei uralom első évtizedeiben alakították ki, hogy biztosítsák a velencei helyőrség biztonságát. A köztársaság hosszú uralma alatt a város erődítményrendszerét további objektumokkal, a Barone-erőddel, a Szent János erőddel és Szent Miklós erőddel bővítették. Szent Mihály erődjét 1663-ban és 1752-ben két robbanás súlyosan megrongálta, és a városvédelemben betöltött kisebb jelentősége miatt már soha nem építették vissza teljesen. Az utolsó beavatkozásokat az osztrák hadsereg 1832-ben hajtotta végre. A délkeleti torony jelzőállomását 1911-ben építették, hogy a Szent Antal csatornán haditengerészeti forgalmat irányítsa.

## A vár mai állapota
Szent Mihály erődjét egy 1,67 millió euró értékű uniós finanszírozású projekttel felújították, majd 2014 júliusában nyitotta meg újra kapuit. Alig négy hónappal később elnyerte az Év Országos Kulturális látványosságainak díját. A nyitás óta a szabadtéri nyári színpad Šibenik kulturális életének fontos részévé vált. Ma Šibenik második leglátogatottabb történelmi öröksége, valamint Horvátország második leglátogatottabb erődítménye.

## Fordítás
Ez a szócikk részben vagy egészben  a   St. Michael's Fortress, Šibenik című angol Wikipédia-szócikk ezen változatának fordításán alapul.  Az eredeti cikk szerkesztőit annak laptörténete sorolja fel. Ez a jelzés csupán a megfogalmazás eredetét és a szerzői jogokat jelzi, nem szolgál a cikkben szereplő információk forrásmegjelöléseként.